# Bathurst Lighthouse

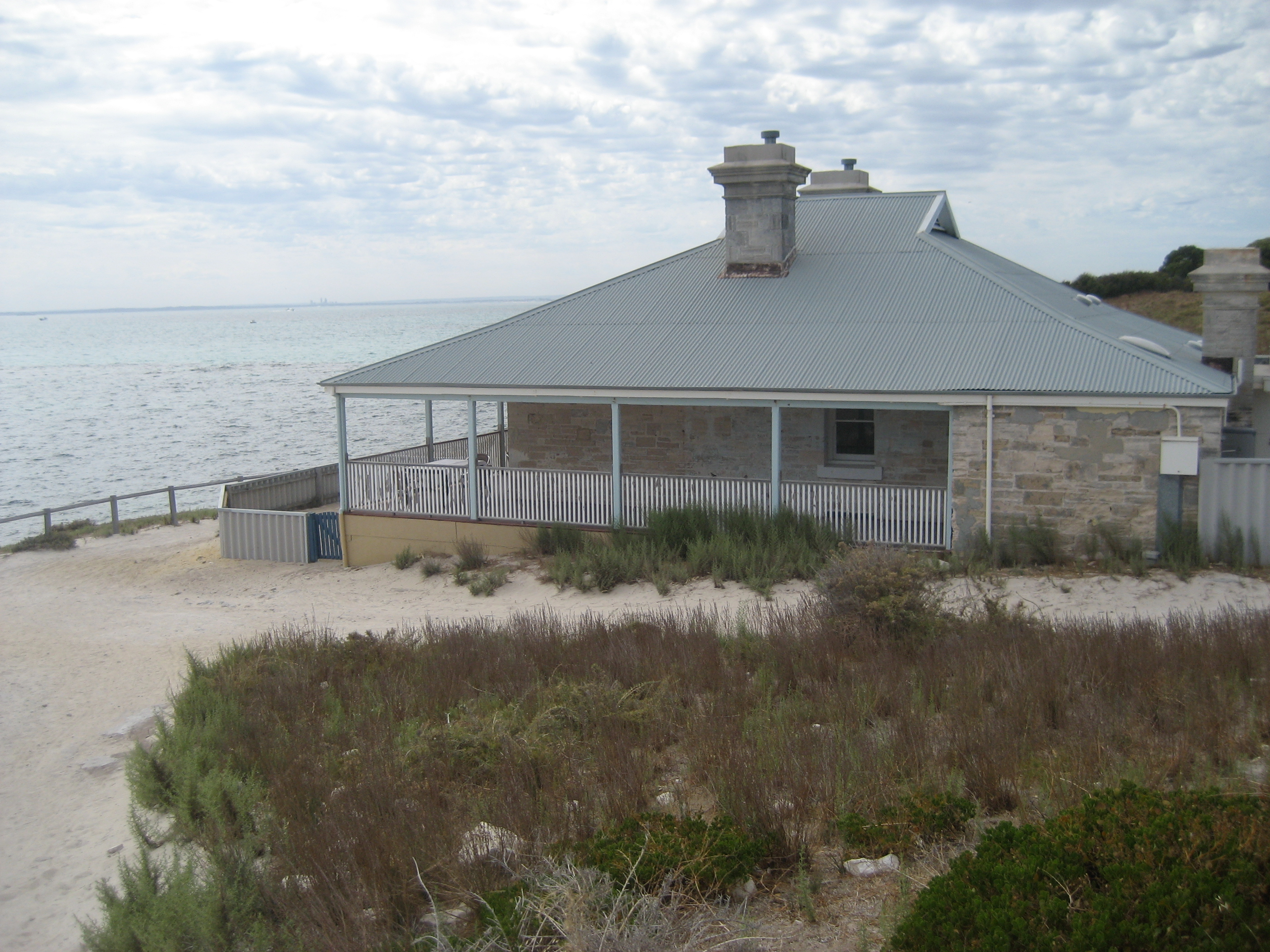
Leuchtturmwärterhaus

Das Bathurst Lighthouse ist einer von zwei Leuchttürmen auf Rottnest Island, der andere ist das Wadjemup Lighthouse. 
Die Insel Rottnest Island befindet sich in Western Australia in der Nähe von Perth. Das Bathurst Lighthouse befindet sich am Bathurst Point im Nordosten der Insel und wurde im Jahr 1900 in Betrieb genommen, da es eine Reihe von Schiffsunfällen in diesem Gebiet gegeben hatte, darunter den Verlust des Schiffes City of York 1899. 
Die Leuchte und das Laternenhaus waren ursprünglich für den Leuchtturm Cape Leeuwin vorgesehen, dort aber nie eingesetzt. 1920 wurde die ursprünglich ununterbrochene Azetylenflamme durch einen Acetylenblitz ersetzt. Gleichzeitig wurden die Leuchtturmwärter abgezogen. Elektrisches Licht wurde im Jahr 1986 installiert.
Das Bathurst Lighthouse ergänzt das Wadjemup Lighthouse. Sie sollen die Schiffe von und nach Fremantle sicher durch das Kingston Reef führen. Die Taktung des Lichtes beträgt vier Blitze alle 16 Sekunden.